# Simon Karczmar
Simon Natan Karczmar (ur. 1 listopada 1903 w Warszawie, zm. 1982 w Safed) – polski i izraelski malarz.

## Życiorys
Urodził się jako Szmaja Karczmar, studiował w warszawskiej Szkole Sztuk Pięknych. Na swoje utrzymanie i opłacenie studiów zarabiał sprowadzając z Rosji futra, które sprzedawał kuzynowi, który był kuśnierzem. Z czasem nabrał dużego doświadczenia i stał się znakomitym sorterem. W 1929 wyjechał do Paryża, gdzie kontynuował naukę malarstwa. W 1931 poznał pochodzącą z Polski Nechumę (Nadię), którą poślubił. Ponieważ ze sprzedaży obrazów ciężko było utrzymać rodzinę powrócił do pracy sortera, a żona zaczęła prowadzić na jednym z przedmieść Paryża perfumerię Les Lilas. Podczas II wojny światowej prześladowania Żydów ogarnęły również Francję, toteż w 1941 razem z rodziną wyjechał do Nicei. Wkrótce potem ukrywający się ojciec Nechumy został zadenuncjowany do gestapo i zamordowany przez niemieckiego policjanta. Nechuma została aresztowana i przetransportowana do Auschwitz-Birkenau, Simon w tym czasie dołączył do partyzantów. Po zakończeniu wojny Nechuma powróciła do Francji i ponownie otworzyła perfumerię. W 1951 rodzina Karczmarów podjęła decyzję o emigracji do Izraela, Simon razem ze szwagrem prowadził zakład metalurgiczny, ale ponieważ przynosi straty musieli go zamknąć. W 1955 zostali zaproszeni przez przyjaciela do Kanady, zamieszkali w Montrealu, gdzie Simon ponownie pracował jako sorter futer. W 1959 dostał alergii i musiał porzucić dotychczasowe zajęcie, z powodu złej sytuacji finansowej zapadł na depresję. Wówczas żona kupiła trzy płótna, sztalugę, pędzle i farby, a dając mu prezent przypomniała, że gdy go poznała był malarzem. Simon Karczmar zaczął malować w sposób naiwny wspomnienia z dzieciństwa, dzięki temu udało się nadać im autentyczny charakter i pokazać tamte miejsca i czasy oczami dziecka. Jego twórczość uzyskiwała pozytywne recenzje, miał wystawę indywidualną w galerii sztuki w Montrealu. W 1960 razem z żoną opuścili Kanadę i wyjechali do Meksyku, gdzie Simon współorganizował Muzeum Sztuki Filmowej. W tamtejszym Centro Deportivo miała miejsce druga indywidualna wystawa jego prac, a po niej został zaproszony do wystawienia obrazów w dwóch innych galeriach. Otrzymał również propozycję wystawienia prac w Stanach Zjednoczonych i Kanadzie. W 1962 ponownie wyjechał do Izraela, gdzie zamieszkał w kolonii artystycznej w Safed i studiował nowe techniki malarskie. Wielokrotnie podróżował do Nowego Jorku, w którym chętnie spędzał zimy. Zmarł w Safed mając 79 lat.

## Twórczość
Obrazy Simona Karczmara przedstawiają świat jego dzieciństwa, ukazują codzienne życie polskich Żydów, ich kulturę, zwyczaje, uroczystości i święta. Widać na nich postacie muzyków, handlarzy, zabudowę żydowskich dzielnic, wnętrza ich domów. Dzięki zastosowanej technice naiwnej widzowie patrzą na świat dzieciństwa malarza jego oczami. Cykl obrazów zatytułowany Sztetl przedstawia obrazy zapamiętane przez artystę z pobytu u dziadka w małym żydowskim miasteczku koło Wilna.